# Vickers Wellington
Vickers Wellington je bil dvomotorni srednje velik bombnik z dolgim dosegom. Zasnovali so ga v srednjih 1930ih pri britanskem Vickers-Armstrongs. Uporabljal se je tudi kot nočni bombnik in za protipodmorniško bojevanje. Wellington je bil v proizvodnji skozi celotno 2. svetovno vojno, skupno so zgradili okrog 11500 letal. Okrog 1332 jih je bilo izgubljenih med vojno.
Wellingtonn je uporabljal "geodezični" konstrukcijo, ki jo je razvil Barnes Wallis. Sestavljanje bombnika je trajalo okrog 60 ur, rekord je bil 23 ur in 50 minut. 

## Specifikacije (Wellington Mark IC)
Podatki iz Vickers Aircraft since 1908.
Splošne karakteristike
- Posadka: 6
- Dolžina: 64 ft 7 in (19,69 m)
- Razpon kril: 86 ft 2 in (26,27 m)
- Višina: 17 ft 5 in (5,31 m)
- Površina kril: 840 ft² (78,1 m²)
- Teža praznega letala: 18556 lb (8435 kg)
- Maks. vzletna teža: 28500 lb (12955 kg)
- Pogon letala: 2 ×  9-valjni zračnohlajeni bencinski zvezdasti motor Bristol Pegasus Mark XVIII, 1050 KM (783 kW)  vsak

 Zmogljivost 
- Maks. hitrost: 235 mph (378 km/h) na 15500 ft (4730 m)
- Doseg: 2550 milj (2217 nmi, 4106 km)
- Višina leta: 18000 ft (5490 m)
- Hitrost vzpenjanja: 1120 ft/min (5,7 m/s)
- Obremenitev kril: 34 lb/ft² (168 kg/m²)
- Razmerje moč/teža: 0,08 KM/lb (0,13 kW/kg)

Oborožitev

- Strelno orožje: 6-8× .303 M1919 Browning strojnic
- Bombe: 4500 lb (2041 kg) bomb